# 菲奧倫巴赫河 (埃爾戈茨河支流)
47°32′10″N 7°43′08″E / 47.536047°N 7.718765°E

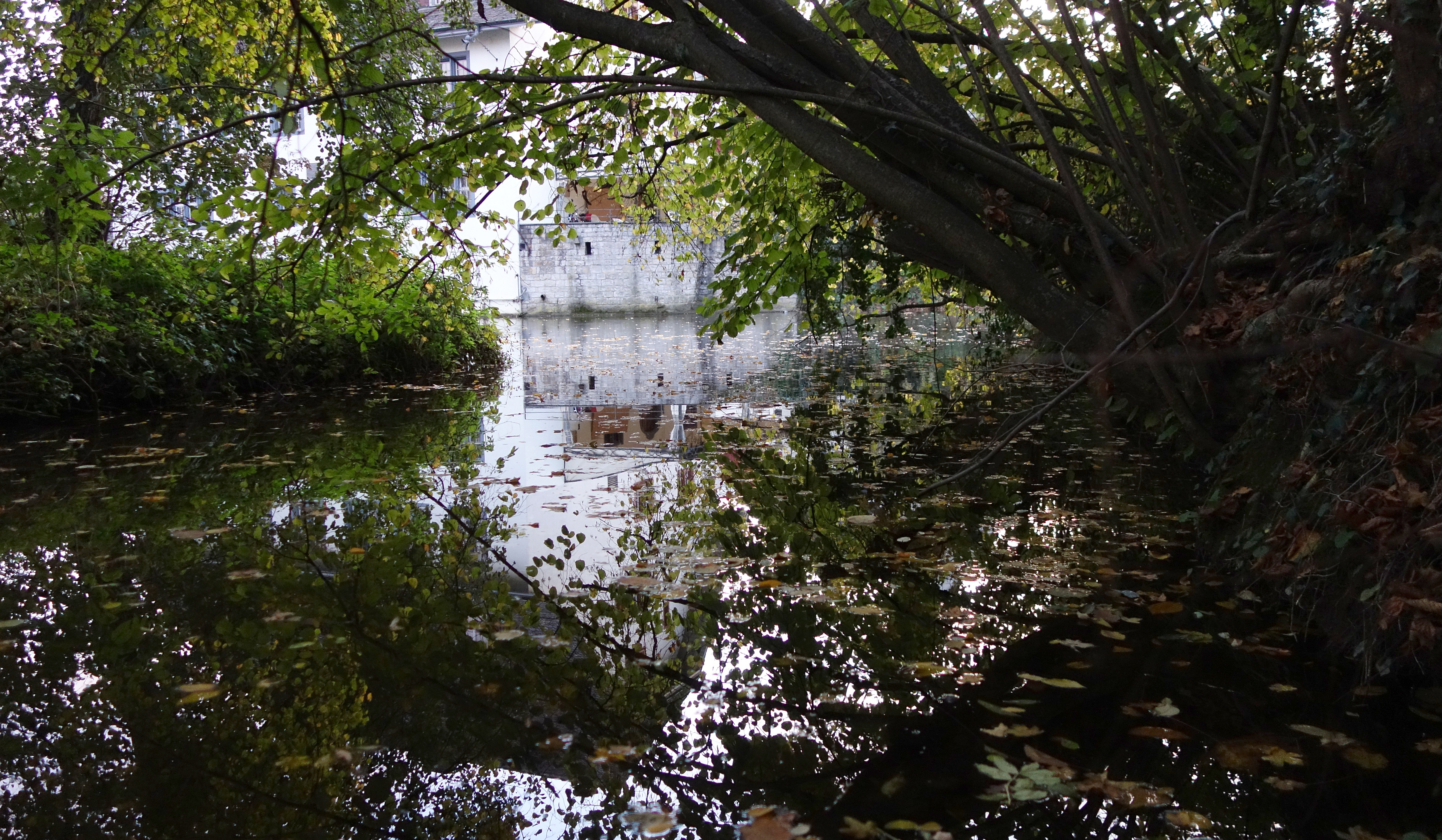

菲奧倫巴赫河是瑞士的河流，位於該國北部，流經阿爾高州和巴塞爾鄉村州，屬於埃爾戈茨河的支流，河道全長8公里，流域面積16.9平方公里，發源自奧爾斯貝格，河口處在奧格斯特和凱撒奧格斯特之間。